# Pyrrhidium sanguineum
Pyrrhidium sanguineum là một loài bọ cánh cứng trong họ Cerambycidae.

## Hình ảnh

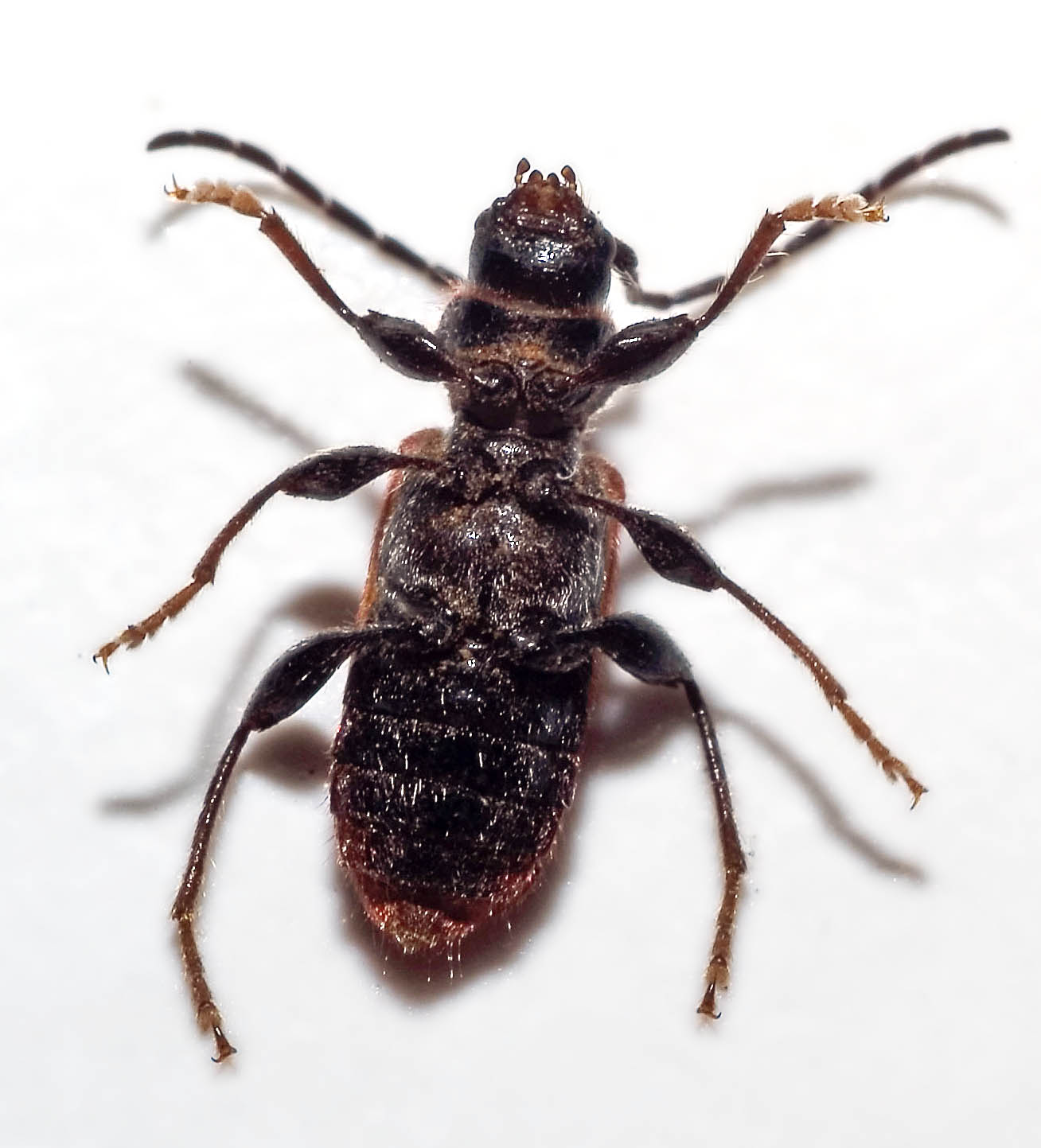
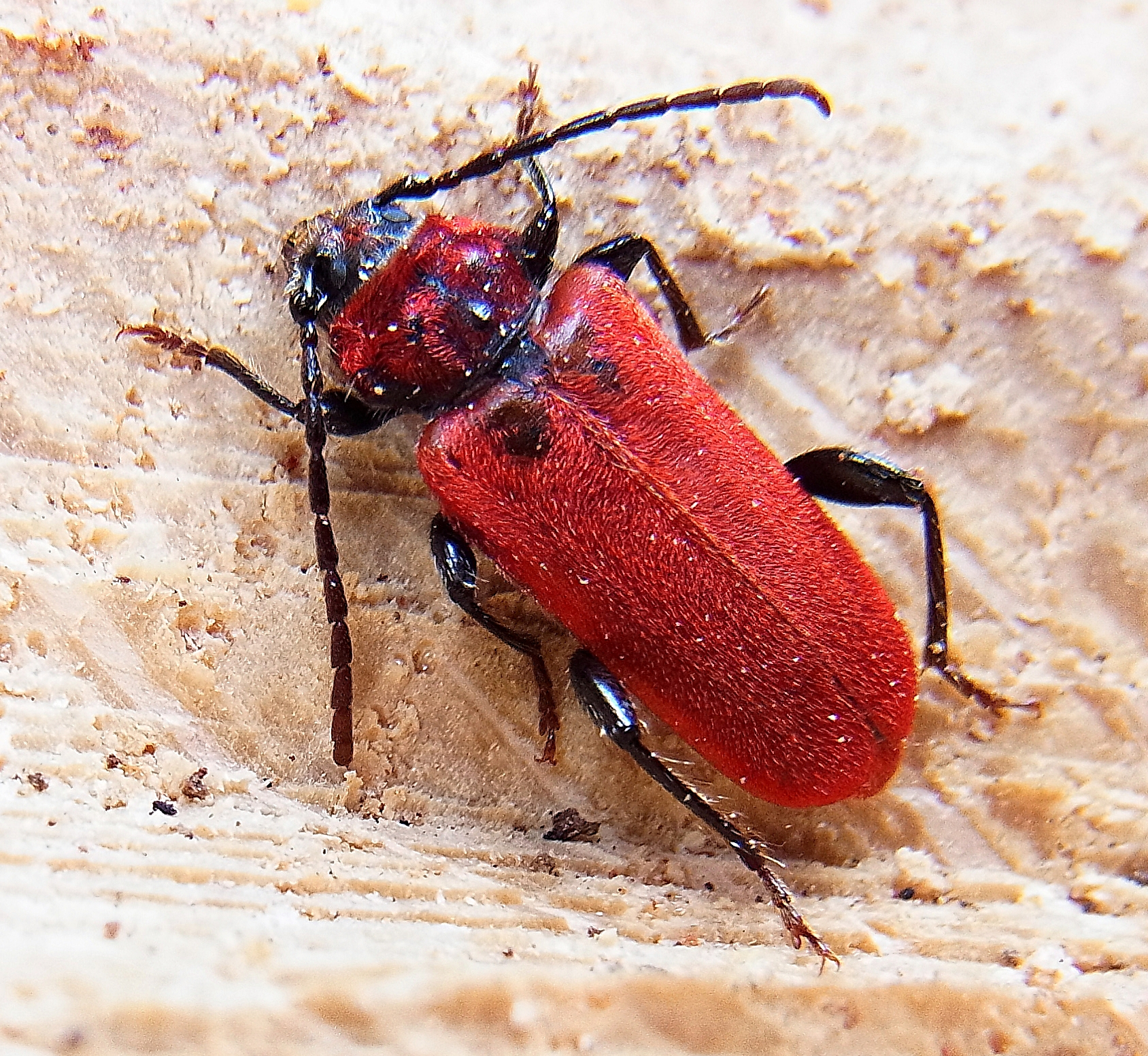
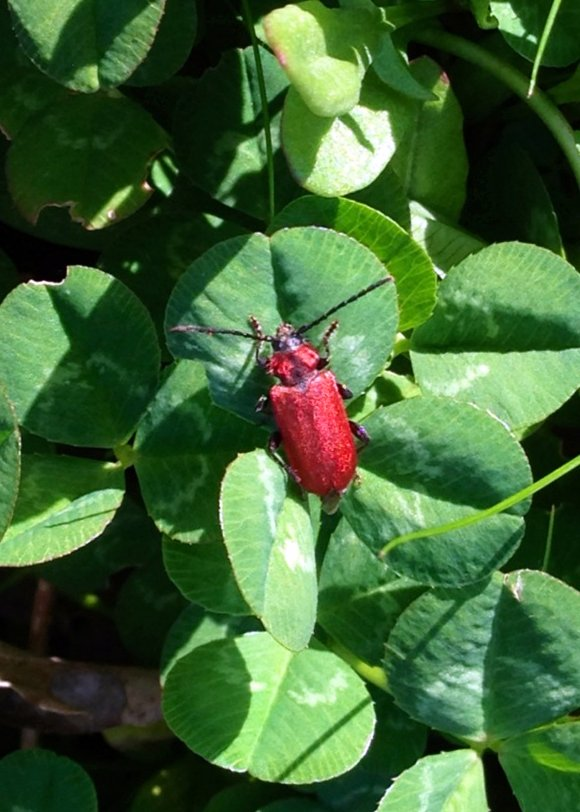
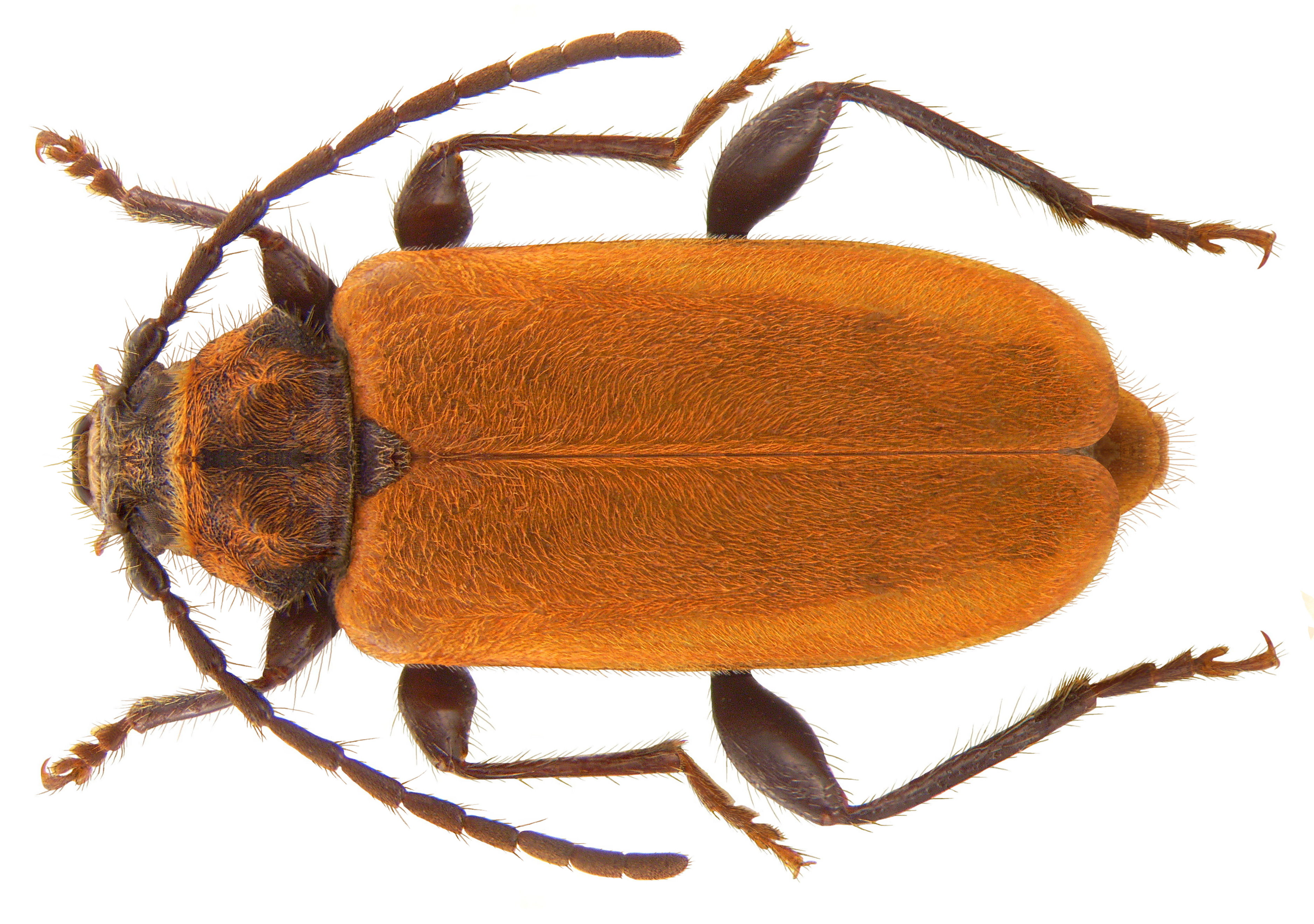